# 秋山基裕
秋山 基裕（あきやま もとひろ、1965年4月1日 - ）は、神奈川県出身の元競艇選手。56期。同期には、熊谷直樹・日高逸子など。登録番号3201。通算優勝5回。
引退後は解説者としてテレビ中継などに登場している。

## 主な出演

### テレビ番組
- 『BOAT RACEライブ 〜勝利へのターン〜』（BSフジ、2011年4月 - 2021年3月）

### CM
- 2020ボートレースCM『ハートに炎を。BOAT is HEART』第7話『年齢は関係ない』篇[1]